# Lijst van voetbalinterlands Australië - Hongkong
Deze lijst van voetbalinterlands is een overzicht van alle officiële voetbalwedstrijden tussen de nationale teams van Australië en Hongkong. De landen speelden tot op heden acht keer tegen elkaar, te beginnen met een vriendschappelijke wedstrijd op 29 november 1965 in Hongkong. Het laatste duel, een kwalificatiewedstrijd voor het Oost-Aziatisch kampioenschap voetbal 2013, vond plaats in Hongkong op 3 december 2012.

## Wedstrijden
| № | Plaats   | Datum            | Competitie                      | Wedstrijd            | Uitslag |
| - | -------- | ---------------- | ------------------------------- | -------------------- | ------- |
| 1 | Hongkong | 29 november 1965 | Vriendschappelijk               | Hongkong − Australië | 1 − 0   |
| 2 | Canberra | 11 augustus 1976 | Vriendschappelijk               | Australië − Hongkong | 0 − 1   |
| 3 | Gosford  | 18 augustus 1976 | Vriendschappelijk               | Australië −Hongkong  | 2 − 0   |
| 4 | Hongkong | 24 oktober 1976  | Vriendschappelijk               | Hongkong − Australië | 0 − 2   |
| 5 | Adelaide | 10 juli 1977     | WK 1978 kwalificatie            | Australië – Hongkong | 3 – 0   |
| 6 | Hongkong | 30 oktober 1977  | WK 1978 kwalificatie            | Hongkong – Australië | 2 – 5   |
| 7 | Hongkong | 5 december 1980  | Vriendschappelijk               | Hongkong − Australië | 1 − 0   |
| 8 | Hongkong | 3 december 2012  | Oost-Azië Cup 2013 kwalificatie | Hongkong − Australië | 0 − 1   |

## Samenvatting
| Competitie                 | Totaal gespeeld | Winst Australië | Gelijk | Winst Hongkong | Doelsaldo Australië – Hongkong |
| -------------------------- | --------------- | --------------- | ------ | -------------- | ------------------------------ |
| WK-kwalificatie            | 2               | 2               | 0      | 0              | 8 − 2                          |
| Oost-Azië Cup-kwalificatie | 1               | 1               | 0      | 0              | 1 − 0                          |
| Vriendschappelijk          | 5               | 2               | 0      | 3              | 4 − 3                          |
| Totaal                     | 8               | 5               | 0      | 3              | 13 − 5                         |

Wedstrijden bepaald door strafschoppen worden, in lijn met de FIFA, als een gelijkspel gerekend.